# Asiatisk vandbøffel
Den asiatiske vandbøffel (Bubalus arnee) er en stor bøffelart inden for de skedehornede pattedyr og lever på det indiske subkontinent og i Sydøstasien. Arten har siden 1986 været truet ifølge IUCN's Rødliste, idet der blot menes at leve færre end 4.000 individer, heraf 2.500 udvoksede dyr. Populationen er indskrænket med 50 % inden for de sidste tre generationer (24-30 år), og faldet forventes at fortsætte i samme takt. Langt størstedelen af de asiatiske vandbøfler lever i Indien, hovedsageligt i Assam. Det anses for at være meget sandsynligt, at den asiatiske vandbøffel udviklingsmæssigt er forgænger til den domesticerede vandbøffel.

## Udseende
Den asiatiske vandbøffel er større og tungere end den domesticerede slægtning og vejer i voksen tilstand 700-1.200 kg. Den bliver 240-300 cm lang, har en skulderhøjde på 150-190 cm og en hale på 60-100 cm. Begge køn har horn, der er kraftige i bunden og når ud på en afstand på op til 2 meter på spidserne, hvilket giver dem de største horn blandt alle oksearter. Hudens farve er askegrå til sort. Den moderat lange, grove og sparsomme pels vender fremad fra bagpartiet til det lange og smalle hoved. Den har en pelsdusk i panden, og ørerne er ret små. Halespidsen er busket; klovene er store og spredte. Sammen med gauren regnes den for at være den tungeste blandt de skedehornede dyr, da begge har samme gennemsnitlige (dog ikke største) vægt, men den asiatiske vandbøffel er med sin lavstammede fremtræden mindre i længde og højde end gauren.

## Udbredelse og habitat
Den asiatiske vandbøffel kan findes i Indien, Nepal, Bhutan, Thailand og Cambodia, samt (ubekræftet) i Burma. Den er udryddet i Pakistan, Bangladesh, Laos og Vietnam. De holder især til i fugtige græsområder, sumpe og tætbevoksede floddale.
I Indien findes de fortrinsvis i nationalparkerne Kaziranga, Manas og Dibro-Saikowa, Laokhowa Vildtreservat, Bura Chapori Vildtreservat samt få, spredte områder i Assam. I begyndelsen af 1990'erne anslås det, at der stadig fandtes 3.300-3.500 individer i Assam og nabostaterne i Nordøstindien, mens tallet allerede i 1997 var faldet til færre end 1.500 dyr.

## Levevis
Den asiatiske vandbøffel kan både være dag- og nataktiv. Voksne hunner og deres kalve kan danne grupper på op til 30 individer, som holder til på et område af 170 til 1000 hektar, hvor de både hviler, græsser, drikker og mudderbader. Grupperne anføres af de ældste køer, også i de tilfælde, hvor tyre følger med grupperne. Flere grupper kan samle sig i hjorde på 30-500 dyr, som kan mødes på hvileområder. De voksne hanner grupperer sig op til 10 ad gangen, idet de ældste tyre oftest holder sig for sig selv; hannerne holder sig i tørkeperioden væk fra hunnernes grupper. De parrer sig typisk på bestemte tider af året, normalt i oktober-november, men nogle populationer parrer sig året rundt. Dominerende hanner parrer sig med hunnerne, som efterfølgende jager dem væk fra deres gruppe. Drægtighedsperioden er 10-11 måneder med et års pause efter kælvningen. De føder som regel én kalv, men tvillingefødsler forekommer indimellem. Hannerne er kønsmodne efter 18 måneder, mens hunnerne først er det som 3-årige. De ældste asiatiske vandbøfler, man kender i vild tilstand, er 25 år.
De formodes at foretrække at leve af græs, som hundetandsgræs, eller halvgræsser, men de æder også urter, frugter og bark, lige som de kan gnave på træer og buske. De kan også forgribe sig på menneskers afgrøder som ris, sukkerrør og jute, hvorved de til tider forårsager større skader.

## Trusler
Blandt de forhold, der primært truer artens eksistens, er:
- krydsning mellem vilde og domesticerede vandbøfler
- jagt, især i Thailand, Burma og Cambodia
- reduktion i dyrenes naturlige habitater på grund af inddragelse til landbrug eller vandkraft
- invasive plantearter i dyrenes habitater
- sygdomme og parasitter overført fra husdyr
- kamp om adgang til føde og vand med de domesticerede vandbøfler.

Desuden jages den asiatiske vandbøffel af tigre, og kravebjørne og komodovaraner vides ligeledes at have dræbt eksemplarer.